# Warawara
Warawara (ajmara warawara, hiszp. Huara Huara, Huarahuara) – jezioro w Boliwii, w departamencie Cochabamba, w prowincji Chapare, w gminie Sacaba, położone na wysokości 4105 m n.p.m., w Parku Narodowym Tunari, leży na północny wschód od miasta Cochabamba. Ma 0,8 km długości i 0,5 km w najszerszym miejscu.